# 魯馬縣區 (伊利諾伊州蘭道夫縣)
魯馬縣區（英語：Precincts (United States)）是位於美國伊利諾伊州蘭道夫縣的一個縣區。

## 地方資料
根據2010年美國人口普查的數據，魯馬縣區的面積為59.16平方千米，當中陸地面積為59.11平方千米，而水域面積為0.05平方千米。當地共有人口817人，而人口密度為每平方千米13.81人。